# Kabinett Scharping
Das Kabinett Scharping war das 17. Kabinett der Landesregierung des Landes Rheinland-Pfalz nach dem Zweiten Weltkrieg. Es begann am 21. Mai 1991 und wurde vom Kabinett Beck I abgelöst.
| Amt                                      | Name                                                                    | Partei | Partei |
| ---------------------------------------- | ----------------------------------------------------------------------- | ------ | ------ |
| Ministerpräsident                        | Rudolf Scharping                                                        |        | SPD    |
| Stellvertreter des Ministerpräsidenten   | Rainer Brüderle                                                         |        | FDP    |
| Wirtschaft und Verkehr                   | Rainer Brüderle                                                         |        | FDP    |
| Inneres                                  | Walter Zuber                                                            |        | SPD    |
| Finanzen                                 | Edgar Meister bis 30. September 1993 Gernot Mittler ab 13. Oktober 1993 | SPD    |        |
| Justiz                                   | Peter Caesar                                                            |        | FDP    |
| Gleichstellung von Frau und Mann         | Jeanette Rott                                                           |        | SPD    |
| Arbeit, Soziales, Familie und Gesundheit | Ullrich Galle                                                           | SPD    |        |
| Landwirtschaft, Weinbau und Forsten      | Karl Schneider                                                          | SPD    |        |
| Bildung und Kultur                       | Rose Götte                                                              | SPD    |        |
| Wissenschaft und Weiterbildung           | Jürgen Zöllner                                                          | SPD    |        |
| Umwelt                                   | Klaudia Martini                                                         | SPD    |        |
| Bundesangelegenheiten und Europa         | Florian Gerster                                                         | SPD    |        |